# Politik i Qinghai

Qinghais läge i Kina.

Den politiska makten i Qinghai utövas officiellt av provinsen Qinghais folkregering, som leds av den regionala folkkongressen och guvernören i provinsen. Dessutom finns det en regional politiskt rådgivande konferens, som motsvarar Kinesiska folkets politiskt rådgivande konferens och främst har ceremoniella funktioner. Provinsens guvernör sedan 2022 är Wu Xiaojun.
I praktiken utövar dock den regionala avdelningen av Kinas kommunistiska parti den avgörande makten i Qinghai och partisekreteraren i regionen har högre rang i partihierarkin än guvernören. Sedan 2022 är Xin Changxing partisekreterare.

## Lista över Qinghais guvernörer
1. Zhao Shoushan 	赵寿山 	1950–1952
2. Zhang Zhongliang 	张仲良 	1952–1954
3. Sun Zuobin 	孙作宾 	1954–1958
4. Sun Junyi 	孙君一 	1958
5. Yuan Renyuan 	袁任远 	1958–1962
6. Wang Zhao 	王昭 	1962–1967
7. Liu Xianquan 	刘贤权 	1967–1977
8. Tan Qilong 	谭启龙 	1977–1979
9. Zhang Guosheng 	张国声 	1979–1982
10. Huang Jingbo 	黄静波 	1982–1985
11. Song Ruixiang 	宋瑞祥 	1985–1989
12. Jin Jipeng 	金基鹏 	1989–1992
13. Tian Chengping 	田成平 	1992–1997
14. Bai Enpei 	白恩培 	1997–1999
15. Zhao Leji 	赵乐际 	1999–2003
16. Yang Chuantang 	杨传堂 	2003–2004
17. Song Xiuyan 	宋秀岩 	2004–2010
18. Luo Huining 	骆惠宁 	2010-2013
19. Hao Peng 	郝鹏 	2013-2016
20. Wang Jianjun 	王建军 	2016-2018
21. Liu Ning 	刘宁 	2018-2020
22. Xin Changxing 	信长星 	2020-2022
23. Wu Xiaojun 	吴晓军 	2022-

## Lista över Qinghais partisekreterare
1. Zhang Zhongliang 	张仲良 	1949–1954
2. Zhao Shoushan 	赵寿山 	1952
3. Gao Feng 	高峰 	1954–1961
4. Wang Zhao 	王昭 	1961–1962
5. Yang Zhilin 	杨植霖 	1962–1966
6. Liu Xianquan 	刘贤权 	1967–1977
7. Tan Qilong 	谭启龙 	1977–1979
8. Liang Buting 	梁步庭 	1979–1982
9. Zhao Haifeng 	赵海峰 	1982–1985
10. Yin Kesheng 	尹克升 	1985–1997
11. Tian Chengping 	田成平 	1997–1999
12. Bai Enpei 	白恩培 	1999–2001
13. Su Rong 	苏荣 	2001–2003
14. Zhao Leji 	赵乐际 	2003–2007
15. Qiang Wei 	强卫 	2007-2013
16. Luo Huining 	骆惠宁 	2013-2016
17. Wang Guosheng 	王国生 	2016-2018
18. Wang Jianjun 	王建军 	2018-2022
19. Xin Changxing 	信长星 	2022-